# طريق الخطايا (فلم)
طريق الخطايا فيلم مصري إنتاج عام 1969 بطولة ايلوش ورندة وإسماعيل ياسين وفريبا خاتمي، من تأليف فؤاد القصاص وإخراج فاورق عجرمة.

## قصة الفيلم
يتعرف سباك على امرأة ضائعة، ومن أجلها يترك بيته وأسرته، المرأة تعيش في عالم الخطيئة أما أسرته فإنها تقابل هجران زوجها بالحكمة، وذلك من أجل رعاية ابنها المشلول.
يعود السباك إلى رشده، وينتبه إلى خطيئته، فيقرر العودة إلى زوجته وابنه، لكن شركاء السباك يخطفون ابنه المشلول.

## طاقم العمل

### الممثلين
- ايلوش
- رندة
- إسماعيل ياسين
- فريبا خاتمي
- كهرمان
- جوزيف نانو
- نصير قرطباوي
- نايفة مشلاوي
- سامي مقصود
- زين الصيداني
- أورسولا فرانكي
- سمير الغصيني
- صالح مشلاوي
- ماي لنج
- صابر أبو لبن
- قاسم حمية
- أمال شوكت
- سهيل تلحوق
- شفيق حسن
- زياد مكوك

## روابط خارجية
مقالات تستعمل روابط فنية بلا صلة مع ويكي بيانات